# Jacob Beermann
Jacob Beermann (født 29. marts 1989) er en dansk personlig træner, forfatter og foredragsholder. Han har i mange år været landsholdsløfter i styrkeløft, er opvokset i Humlebæk uden for København og har repræsenteret Tårnby Styrkeløfterklub. Han har konkurreret i styrkeløft siden 2009 og er blandt de bedste danske mandlige styrkeløfter på tværs af vægtklasserne med en wilks-score på 543. Jacob Beermann har været på landsholdet i styrkeløft og repræsenteret Danmark ved EM og VM syv år i træk siden hans internationale debut i 2010.
Beermann har per november 2015 de danske rekorder i hans vægtklasse -74 kg i squat, dødløft og total for seniorer samt squat, bænkpres, dødløft og total for juniorer. Hans højeste wilks-score blev løftet til EM i Chemnitz, Tyskland, i 2015 med serien 302,5 kg i squat, 167,5 kg i bænkpres og 282,5 kg i dødløft, hvilket gav ham en total på 752,5 kg på 73,67 kg kropsvægt.
I sommeren 2013 flyttede han til Oslo i Norge for at træne med det norske landshold på Olympiatoppen Toppidrettssenter. I en periode på 2 år blev han trænet af den succesfulde norske landsholdstræner tyskeren Dietmar Wolf. I efteråret 2016 flyttede Beermann tilbage til København.
Jacob Beermanns personlige rekorder er per november 2015 følgende:
- Squat: 302,5 kg
- Bænkpres: 170 kg
- Dødløft: 292,5 kg

Han har været danmarksmester fem gange og hans bedste internationale placeringer er førsteplads på tværs af vægtklasser ved de nordiske juniormesterskaber styrkeløft i 2011, førsteplads i dødløft ved junior-VM i 2012, førsteplads i dødløft ved junior-EM i 2011 og 2012 samt tredjeplads ved EM senior i squat (2013) og dødløft (2013+2015).
Nu arbejder Jacob både 1-til-1 og i større grupper med især optimering af løfteteknik, længerevarende smerteproblematikker og videreuddannelse af personlige trænere og fysioterapeuter. Beermann har en kandidatgrad (MSc.) i klinisk håndtering af smerter fra University of Edinburgh i Skotland.